# モウモウ湯繁盛記
『モウモウ湯繁盛記』（モウモウゆはんじょうき）は、1961年6月5日から同年12月25日まで、朝日放送の製作により、TBS系列局で放送されていたコメディ番組である。共進社油脂工業（現・牛乳石鹸共進社）の一社提供。全28回。放送時間は毎週月曜 20:00 - 20:30 （日本標準時）。

## 概要
町の銭湯「モウモウ湯」を舞台にし、彼らを取り巻く庶民の笑いと楽天性に富んだ明るいコメディ。前番組『しゃぼん玉劇場』からの継続出演者である横山エンタツを中心に、東西の喜劇タレントたちが出演していた。スポンサーの製品が牛乳石鹸であることに因み、本番組は銭湯を舞台にしていた。番組タイトルの「モウモウ」も、スポンサーのトレードマークである乳牛に因む。
放送開始前日の1961年6月4日には、同じく共進社油脂工業提供の『シャボン玉ホリデー』（日本テレビ）がスタートした。放送局は異なるものの、同日付の新聞各紙に掲載された牛乳石鹸の宣伝広告にはこの2番組の合同宣伝広告も載せられていた。

## 出演者
- 横田庄助：横山エンタツ
- 横田ヤエ（庄助の妻）：広野みどり
- 横田一郎（庄助の息子）：茶川一郎
- 横田みどり（庄助の娘）：田代みどり
- 魚六（近所の魚屋）：関敬六
- さゆり（魚六の娘）：長谷百合
- 洋一（魚六の息子）：夏洋一
- ほか